# 石恵
石恵（いしけい、9月15日 - ）は、日本の漫画家、イラストレーター。

## 来歴
元々はゲーム開発会社に勤務していたが、後に独立し、2000年に松文館の『コミック燃絵』でデビューした。
2014年、『To LOVEる -とらぶる- ダークネス 楽園計画ガイドブック とらぶまにあ』では矢吹健太朗とコラボレーションし、矢吹が描いた線画に石恵が彩色をしたイラストが掲載された。
2018年4月28日から5月6日まで開催された「絵師100人展 08」に参加した。『COMIC X-EROS』では表紙を多く担当している。

## 作風
ハイライトを利かせた独特な色の塗り方は「石恵塗り」として知られている。

## 作品リスト

### 読み切り
- どうでもいいことで色々 - 『TiTiKEi』収録
- タイトル不明（『COMIC E×E』02[6]）
- 忘れたくていろいろ（『COMIC E×E』03[7]）
- タイトル不明（『COMIC E×E』05[8]）
- タイトル不明（『COMIC E×E』07[9]）

### 書籍
- 『TiTiKEi』ワニマガジン社〈WANI MAGAZINE COMICS SPECIAL〉、2013年7月31日。ISBN 978-4-86269-258-0。

### イラスト
- 『月刊コミック電撃大王』2009年6月号付録「電撃大王歴代ヒロインズギャラリー」 - イラスト[10]
- 『COMIC X-EROS』表紙イラスト（#9[11]、#11[12]、#13[13]、#15[14]、#16[15]、#18[16]、#21[17]、#25[18]、#28[19]、#30[20]、#32[21]、#34[22]、#108[23]）
- 『COMIC E×E』イラスト（01[24]）
- 『COMIC E×E』表紙イラスト（02[6]、04[25]、06[26]、08[27]）
- 長谷見沙貴、矢吹健太朗『とらぶるくろにくる』集英社、2017年11月2日。ISBN 978-4-08-792517-3。 - 寄稿[28]
- 『LOVE³ -Love Cube-』（2019年7月26日）原画[29]
- 『LOVE ADDICTION』ジーオーティー〈GOT COMICS〉、2022年1月6日。ISBN 978-4-8236-0266-5。 - イラスト